# Badwater

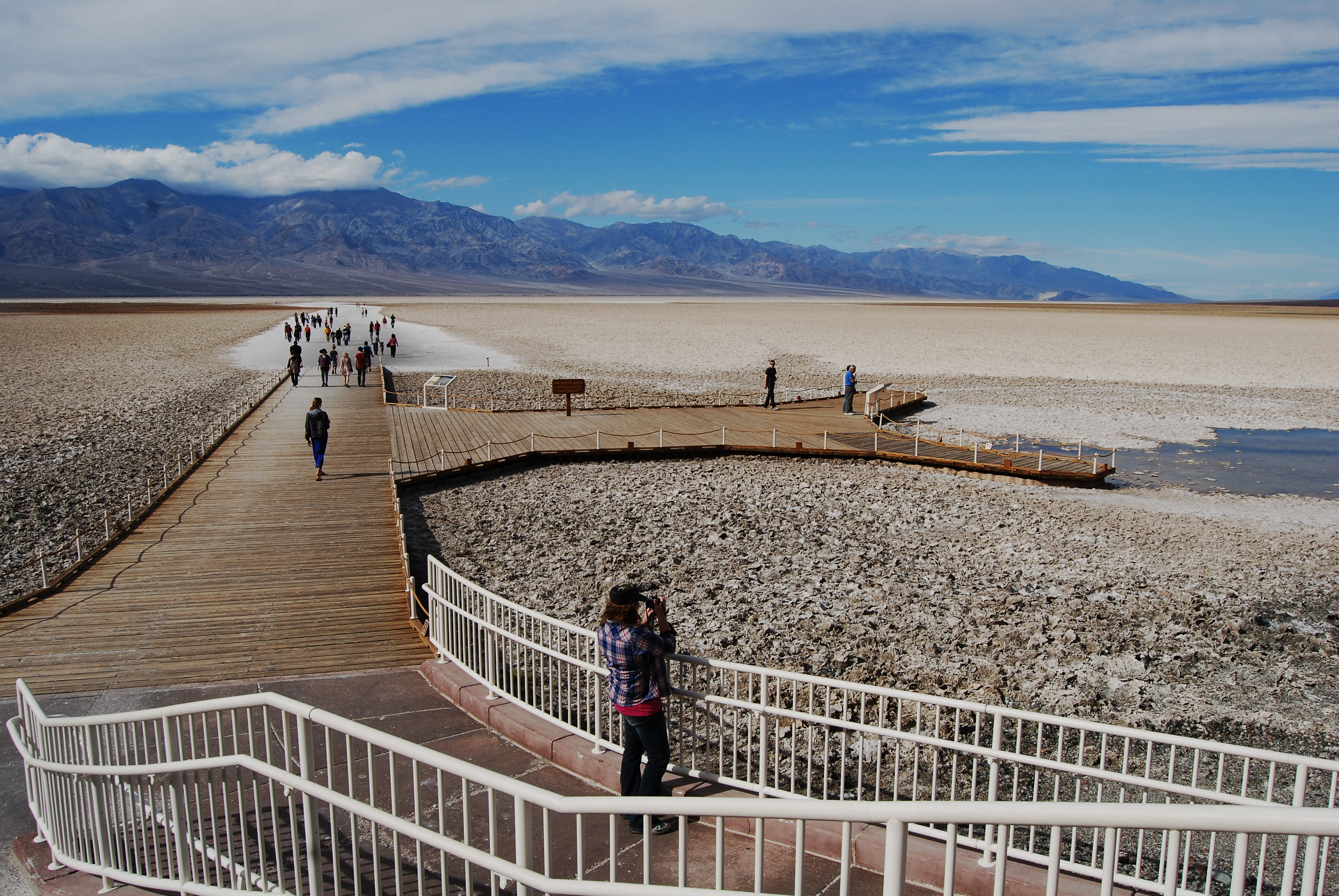
Salzebene vor Gebirge bei Badwater

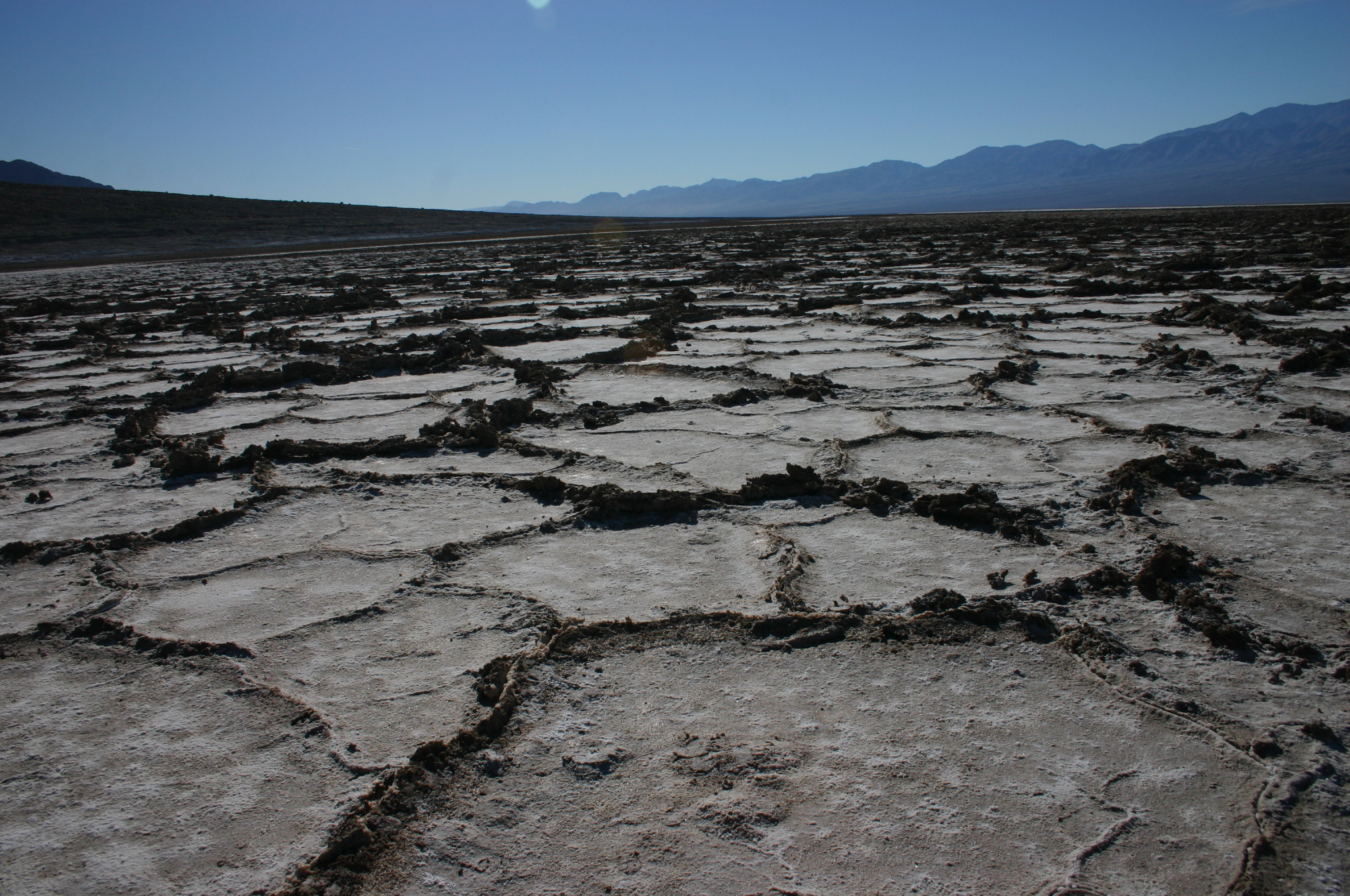
Charakteristisch sind die sechseckigen Schollen in der Salzkruste

Badwater ist eine endorheische Senke im Death Valley in Kalifornien und der tiefste Punkt Nordamerikas mit einer Höhe von 85,5 Metern unter dem Meeresspiegel. Badwater ist ein Überbleibsel des vorzeitlichen Sees Lake Manly.
In der Senke gibt es ein quellengespeistes Becken neben der Straße; das umgebende Salz macht das Wasser ungenießbar – daher stammt der Name Badwater (engl.: „schlechtes Wasser“). Im Becken leben Tiere und Pflanzen, wie z. B. Queller, Wasserinsekten und die Badwater-Schnecke.  In der Umgebung des Beckens, die nicht ständig von Wasser bedeckt ist, bildet die Kruste des Bodens sechseckige Strukturen aus.
Das Becken ist zurzeit nicht der tiefste Punkt der Senke: Er liegt mehrere Kilometer westlich und verändert seine Position. Die Salztonebenen zu durchqueren ist gefährlich, oft ist die Salzkruste über dem Schlamm nur dünn und nicht tragfähig.

## Geografie
Heftige Regengüsse fluten den Talboden periodisch und bedecken die Salztonebene mit einer dünnen Schicht stehenden Wassers. Periodisch endet dann auch der Amargosa River im Badwater Basin, bevor sein Wasser versickert oder verdunstet. Da der durchschnittlichen jährlichen Niederschlagsmenge von 48 mm eine durchschnittliche tägliche Verdunstungsrate von 10 mm gegenübersteht (im Falle, dass überhaupt Wasser vorhanden ist), bleiben Seen nur wenige Tage bestehen. Es ist die größte Verdunstungsrate der Vereinigten Staaten, was bedeutet, dass ein knapp 4 m tiefer See innerhalb eines Jahres verdunsten würde. Wegen der Überflutung wird das Salz teilweise aufgelöst und setzt sich dann kristallin ab, wenn das Wasser verdunstet.

### Geschichte
Während des Holozäns, als das regionale Klima weniger trocken war, flossen Bäche aus den nahen Bergen und füllten das Death Valley nach und nach bis auf eine Tiefe von zehn Metern. Einige Mineralien wurden von einigen früheren Seen im Death Valley zurückgelassen, die sich im seichten Wasser auflösten und eine salzige Lösung bildeten.
Die Feuchtperioden traten zuletzt auf, als das Klima sich erwärmte und der Regen zu Ende ging. Der See begann auszutrocknen und die im See aufgelösten Mineralien begannen sich immer mehr zu konzentrieren, als das Wasser verdunstete. Übrig blieb eine salzige Suppe, die die Salzbecken und untere Teile des Bodens des Death Valleys bildet. Das Salz, bestehend zu 95 Prozent aus Kochsalz, begann zu kristallisieren und überzog die Oberfläche mit einer 100 bis 170 cm dicken Kruste.

## Klima
Das Badwater Basin hat ausgeprägtes Wüstenklima mit nur ca. 125 l/m² Niederschlag. Die Höchsttemperatur kann an einzelnen Sommertagen die Marke von 50 °C (122 °F), bei wegen des Salzes sehr geringer Luftfeuchtigkeit von unter 10 %, deutlich übersteigen.
Beim Badwater Basin gibt es keine direkte Erfassung von Klimadaten. Die nächstgelegene Position ist das ca. 30 Kilometer entfernte, nur noch 58 m unter dem Meeresspiegel liegende Furnace Creek. Am Basin sind an trocken-heißen Sommertagen tendenziell höhere Temperaturen (ca. 5 °F) und trockenere Luft als in Furnace Creek zu erwarten.

## Sonstiges
Badwater ist der Start des Badwater Ultramarathons, der am Whitney Portal, dem Wegesanfang für die Besteigung des Mount Whitneys (dem höchsten Punkt in den Continental United States), 137 Kilometer weiter westlich und 2634 Meter höher, endet.